# Newtònia fosca
La newtònia fosca (Newtonia amphichroa) és un ocell de la família dels vàngids (Vangidae).

## Hàbitat i distribució
Habita la selva pluvial i vegetació secundària a les terres altes de l'est de Madagascar.